# MODELLER
MODELLER（モデラー）は、タンパク質三次構造ならびに（稀にではあるが）四次構造のホモロジーモデルを構築するために使われるコンピュータプログラムである。MODELLERには「空間的制約の充足」として知られる核磁気共鳴 (NMR) から着想を得た技術が実装されている。この技術では、幾何学的基準のセットがタンパク質内のそれぞれの原子の位置の確率密度関数を作るために使用される。この手法はモデリングする標的アミノ酸配列（シーケンス）と構造が解かれているテンプレート（鋳型）タンパク質との間のシーケンスアラインメントに頼っている。
このプログラムは、相同なタンパク質間でもしばしば高度に可変であるためホモロジーモデリングによる予測が困難なタンパク質のループ領域のde novoタンパク質立体構造予測のための限られた機能も取り込んでいる。
MODELLERはもとはカリフォルニア大学サンフランシスコ校のアンドレイ・シャリによって書かれ、現在もメンテナンスが行われている。学術的用途には無償で利用可能であるが、グラフィカルユーザインタフェース・商用版がAccelrysによって配布されている。EasyModellerと呼ばれるMODELLERの無料GUIはインド・ハイデラバード大学のKuntal Kumar Bhusanによって開発された。また、UCSF ChimeraにもMODELLERの単純なインターフェースが含まれている。JAVAベースのGUIであるSWIFT MODELLERも無料で配布されている。